# Convento de El Palancar
El convento de la Purísima Concepción de El Palancar también conocido como el conventino o el conventico por los habitantes de la zona, es el convento más pequeño existente con apenas 72 metros cuadrados. Fue fundado en 1557 por san Pedro de Alcántara y está ubicado entre las ciudades de Cáceres y Plasencia en Extremadura, España.

## Historia
Pedro de Alcantara llegó a El Palancar en 1554, el 22 de mayo de 1557 le donaron una propiedad perteneciente a Rodrigo de Chaves. Chaves y su esposa Francisca eran amigos y discípulos del santo y en agradecimiento por sus consejos le donaron la casa a la Orden Franciscana. La propiedad está ubicada entre Pedroso de Acim y Grimaldo cerca de la fuente del Palancar.
Pedro de Alcántara se trasladó junto a Fray Miguel de la Cadena a la casa que al principio contaba con dos habitaciones o celdas pequeñas que tenían camas de madera para los frailes, sin embargo Fray Pedro de Alcántara dormía sentado apoyando su cabeza a un madero en la pared ya que su celda era muy angosta y debía entrar de costado y agachado.
La capilla tenía como decoración algunos mosaicos, el lugar media unos 72 m². En el siglo XVIII se construyó una iglesia, un claustro y una hospedería.

## Escritura de donación
En el lugar del Pedroso, en veinte dos días del mes de mayo del año del Señor de mil quinientos y cincuenta y siete, el señor Rodrigo de Chaves, que había edificado una casa y cerrado un pedazo de tierra para huerta en la dehesa del Berrrocal, junto a la fuente del Palancar, dijo que le concedía a Fray Pedro de Alcántara, que ganó un breve apostólico para pasar a la oración y contemplación viviendo vida eremítica, la dicha casa y huerta para que more en ella por todos los días de su vida…”
De la escritura de donación